# 중국어 입력기

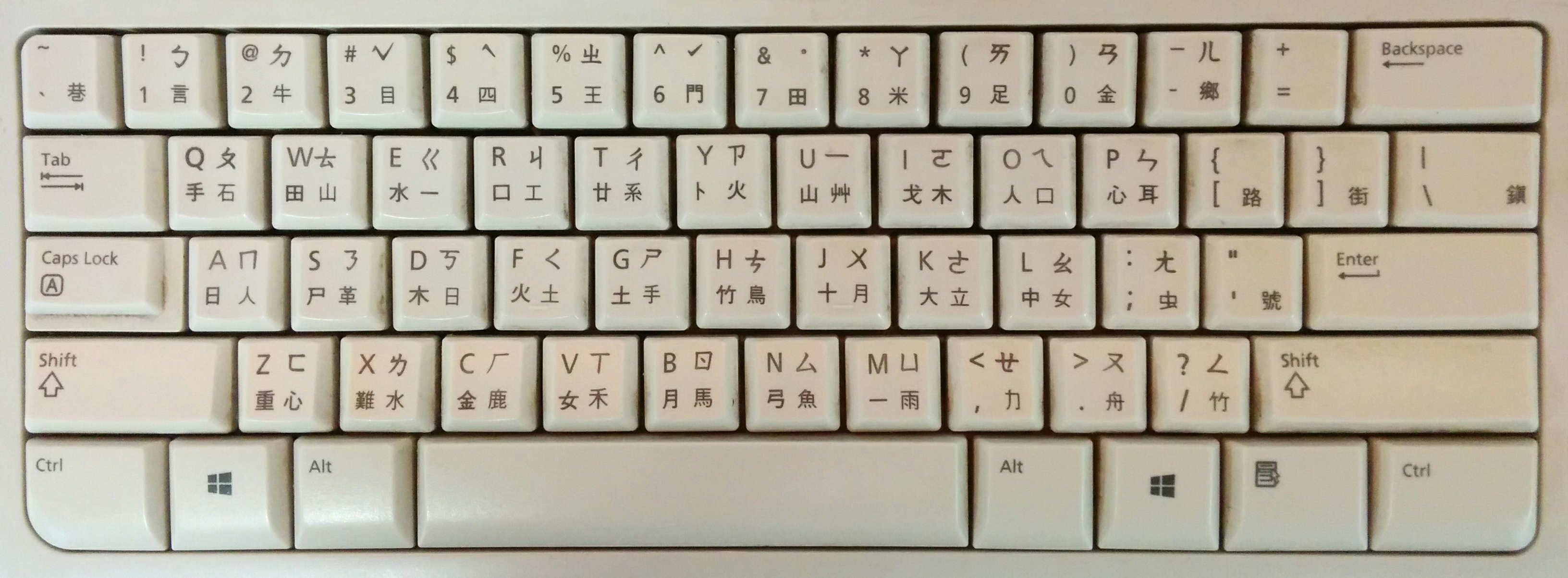
타이완 컴퓨터 키보드(표준중국어 키보드-주음부호)

중국어 입력기(중국어: 中文输入法)는 컴퓨터나 휴대 전화 같은 전자 장치에 중국어 한자를 입력하기 위한 도구를 가리키며, 한자정보처리를 위한 중요한 기술이다. 일반적으로 발음 입력(拼音输入法, 한어병음,주음,월병 등)과 자형 입력(字形输入法, 창힐,대이,오필,정마 등), 그리고 발음과 자형을 혼합한 음형코드 입력(音形码输入法)이 사용된다.
중국어 입력기는 1980년대부터 개발이 시작되었으며, 중간에 여러 가지 단계(한글자 입력, 단어 입력, 문장 입력)가 있다. 중국어 입력방식에 대한 요구 사항은, 한글자 입력을 기반으로 하여 문장 전체에 다다르는 것이며, 현재 빠르고 쉽게 사용할 수 있도록 단어 입력의 위주가 되어 있고, 문장 입력은 아직 개선중이며 중국대륙은 글자가 많은 한자의 특성상 모두적을 수 없어서 영어키보드를 그대로 쓰며 대만은 주음부호 방식을 쓴다

## 입력원리
한자의 논리구조상 한자는 라틴 문자와 한글처럼 음소 단위로 나뉠수 없어, 문자 구조를 기본 단위로 분류하거나 처리하지 못한다. 한자는 부수,편방 등 기본부재로 나눌 수 있지만, 기본부재의 수가 너무 많고 기본부재는 한자를 구성할 때의 위치·방위·조향 모두 한자 구성을 결정되는 요소가 된다. 이는 중국어 한자가 한자 자체의 구조를 직접 입력되는 속도를 크게 제한하는 원인이 된다. 한자의 구조에 따라 입력하는 방법으로 오필자형,창힐,무하미 등이 있다.
중국어 한자의 구조적 특성 때문에 한자의 글자꼴 입력이 번거롭게 되어 음성 입력법과 같은 다른 코드 입력방법이 등장하기도 했다.
음성을 통한 입력방법은, 정확한 한자 발음을 필요하고, 한자의 특징을 직접 반영하지 않으며, 또한 한자에는 동음이의어가 많다는 점에서 객관적으로 한자를 입력하는데 한계가 있다.

## 역사

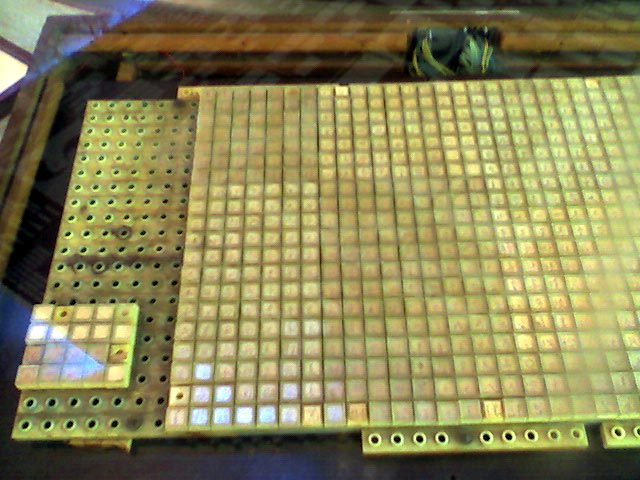
국립 자오퉁 대학의 실험용 한자 키보드.

한자는 수만개의 글자로 존재하기 때문에, 컴퓨터 자판에서 한 글자에 키를 할당하는 것은 불가능하다. 그래서 한자 코드(한자를 검색해 주는 코드)를 만들어 몇가지 키를 사용하여 한자를 입력해야 한다. 또한, 1분당 600자 이상의 속도에 도달할 수 있는 특수 키보드를 입력에 사용하기도 하지만, 컴퓨터 키보드의 보급으로 일상적인 사용은 여전히 컴퓨터 키보드를 위주로 한다.
중국어 입력법의 발전 과정은, “1만 코드 도달(万码奔腾)”의 과정으로, 20년 동안 수천 가지의 인코딩 방법이 출현했다. 한자 입력법은 여러 가지 유형으로 나뉜다(발음, 자형 등). 입력기 코드와 한자내 코드와 구분, 내부 코드는 GB 2312-80, GB18030-2005를 기반으로 한다.
한자의 간체·정체 구분으로 인해, 한자 컴퓨터 소프트웨어 시장은 항상 두 개의 다른 시장(중국대륙의 간체자 사용자, 타이완·홍콩·마카오의 정체자 사용자)으로 나뉜다. 중국 대륙의 컴퓨터 사용자들은 일반적으로 한어병음을 통한 입력이 가장 널리쓰인다. 타이완에서는 주음수입법이 가장 널리 사용되지만 창힐, 행렬같은 다른 종류의 입력법도 시장에 많이 나오고 있고, 홍콩 등 광둥어 지역에서도 월어병음 입력이 널리 사용된다.
지리 환경 교류가 활발해지면서, 중국어 입력법은 번체자, 간체자, 생소자와 공통의 목적을 달성하기 위해 문자집(또는 한자수 포함)을 계속 확충하고 있다. 주류 자형 입력법은 문자수 확충에 따른 코드수 증가 문제를 해결하기 위해 새로운 버전의 자근 배치 시스템(예: 98오필, 정마, 창힐수입법 6대 등)을 새로 선보였으며, 코드 추출 방식 및 글자 파자법에는 큰 변화가 없었다. 이중 자근 배치 시스템은 자근이 너무 많아 겹치기 쉬운 문제를 해결하기 위해, 자근 2코드(정마같은 경우)와 기존 자근으로 새 자근을 조합(창힐같은 경우)하는 두가지 방향으로 발전했다.

## 간체 중국어 입력
간체 중국어 입력은 대부분 병음 입력, 자형 입력(예: 오필, 정마), 음형코드 입력(예: 이필, 자연마)으로 나뉜다. 지능ABC는 두 가지 입력을 겸해 순수 병음 입력과 함께 음형코드 입력을 할 수 있으며, 대부분의 입력 소프트웨어는 위의 한자 코드화를 통한 입력을 사용한다.

### 한어병음수입법

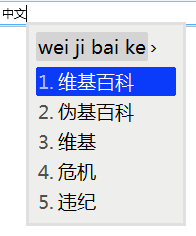
한어병음수입법의 인터페이스. 단어 목록에서 선택할 적절한 단어가 나열되어 있다.

한어병음수입법(汉语拼音输入法)은 한자의 독음(한어병음)을 이용해 입력하는 한자 입력법이다. 병음수입법에는 전병(全拼)과 쌍병(双拼)을 포함한 몇 가지 입력 방안이 있다. 시장에는 병음 기반의 입력 소프트웨어가 많이 나와있다. 거의 모든 중국어 운영체제에는 모두 중국어 병음 입력법이 첨부되어 있는데, 예를 들어 마이크로소프트 윈도우에 내장된 지능ABC(智能ABC, 업데이트 중단)와 마이크로소프트 병음 입력(微软拼音)이 있다. 또한 인터넷 초창기에는 쯔광 병음(紫光拼音), 병음 자자(拼音加加), 병음 즈싱(拼音之星), 즈넝쾅핑(智能狂拼), 헤이마선핑(黑马神拼)과 같은 입력기가 있었으며, 이후 중국 인터넷 회사에서 개발한 쏘거우 병음(搜狗拼音), QQ 병음(QQ拼音), 바이두 입력기(百度输入法)와 같은 입력기가 더 많이 쓰이게 되었다.
이 중 휴대전화에 쓰이는 중국어 병음 입력기중 널리 쓰이는 것은 다음과 같다.: 쏘거우 휴대폰입력기(搜狗手机输入法), QQ 입력기(QQ输入法), 뎬순 입력기(点讯输入法) (현재의 바이두 휴대폰입력기(百度手机输入法)), 순페이 입력기(讯飞输入法),  추바오 입력기(触宝输入法), 퉁원 입력기(同文输入法), 구글 병음 입력기(谷歌拼音输入法), GBoard 등.

### 월어병음수입법
월어수입법(粤语输入法)은 월어병음을 통하여 입력하는 한자 입력법이다.

### 오필자형수입법

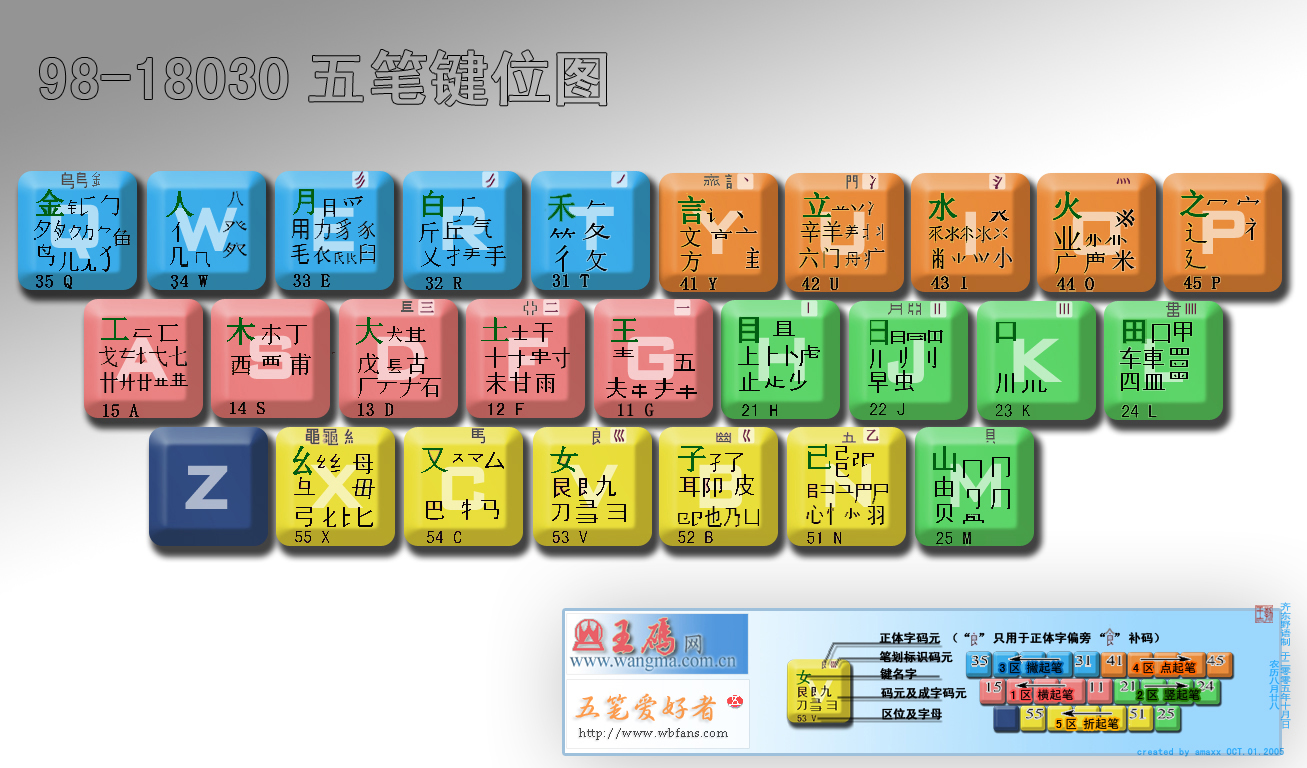
오필자형수입법 자판 배열

오필자형수입법(五笔字型输入法)은 1983년 8월 왕융민이 발명한 한자 입력법이다.
한자 부호화 방안은 여러 가지가 있지만, 기본적으로 한자의 발음과 한자의 모양으로 나뉜다. 이중 오필자형은 획과 자형에 근거하여 한자를 완전히 부호화한 전형적인 “형마(形码)” 방식이다. 오필자형수입법은 간체 중국어를 사용하는 지역에서 가장 널리 사용되는 자형 입력법이다.

### 정마수입법
정마수입법(郑码输入法)은 자형 입력법중 하나로, 유명한 중국 철학자이자 “영화대사전(英华大词典)” 편집장인 정이리(郑易里) 교수와 그의 딸 정룽(郑珑)이 발명했다. 정마 설계의 초기부터 정체,간체자 통합 인코딩의 필요성을 고려하였으며, 동일한 인코딩 규칙을 사용할 경우, 번체,간체 한자를 10만자 이상 입력할 수 있다.
현재 대부분의 운영체제에는 모두 정마수입법을 갖추고 있다. 중국어 간체에서 가장 보편적인 자형 입력법중 하나이다. 정마는 정체자와 간체자의 통용 문제를 해결하기 위해, 정마는 자근(字根) 쌍부호화 방식으로 자근의 복호화를 줄여준다. 특징별 루트 및 지역 코드 기반 검색 방식 및 대부분 표준으로 채택한 편방부수기의 기억량이 거의 증가하지 않아 비교적 배우기 쉽다.

### 표형마수입법
표형마(表形码)는 프랑스에 거주하는 화교인 천아이원(陈爱文)이 1980년대 발명한 중국어 입력법이다.

### 이필수입법
이필수입법(二笔输入法)은 1992년 천진쑹(陈劲松)이 발명한 한자 입력법으로, 음형코드(音形码)와 전형코드(全形码) 두 종류가 있으며 이 중 음형코드가 비교적 널리 사용되고 있다.
이필수입법은 한자를 자형(字形)으로 구성하여 독체자(独体字)와 합체자(合体字)로 나눈다. 코드 길이에 따라 1코드 문자(一级简码)와 2코드 문자(含简码和全码), 3코드 문자(含简码和全码), 4코드 문자로 나뉜다. 한자를 입력할 때, 첫 번째 코드는 한어병음의 첫글자이며, 두 번째 문자부터 필획을 따며, 2획당 1코드씩 계산하여 최대 4코드까지 가져올 수 있다. 4획 미만이면 모두 가져오고, 2획을 가져올 수 없을 경우 1획을 가져온다. 이필수입법은 표준화되고, 배우기 쉽고, 빠른 특징을 가지고 있으며, 현재 중국 교육부에서 심사를 통과하여 초등 및 중등 교재에 들어갈 수 있는 유일한 한자 입력법이다.

### 음형마수입법
음형마수입법(音形码输入法)은 병음(보통 병음자모 또는 쌍병)과 한문필획(편변 또는 자근)으로 보조하는 입력법으로, 배우기 쉽고 지능적이며, 코드 중복률을 낮추는 등으로 일부 사용자들이 환영을 받으며,  병음수입법같이 보통 중복코드가 많고, 입력 효율이 낮으며, 배우기 상대적으로 어려운 자형 입력기와 병행하여 균형을 맞춘다.
대표 입력법에는 초강쾌마(超强快码), 이필수입법(二笔输入法, 음형판), 자연마(自然码), 병음지성담마(拼音之星谭码), 소학음형(小鹤音形), 스마트ABC(智能ABC) 등이 있다.

## 정체 중국어 입력

주음, 창힐, 대이 코드가 표기된 정체 중국어 키보드

정체 중국어 입력법의 역사는 1976년 주방푸(朱邦復)가 개발한 창힐수입법으로 거슬러 올라간다. 현재 정체 중국어 입력법은 자형(字形)을 조합하는 입력법에 속한 창힐수입법·대이수입법·행렬수입법·무하미수입법·부수수입법·필획수입법과 발음을 입력하여 한자를 출력하는 주음수입법·월어병음수입법 등이 있다.

### 주음수입법
주음은 부호나 기호를 사용하여 글자의 발음과 어조를 표시하며, 음표,표음기호,주음부호라고도 할 수 있다. 표음 기호는 주로 두 종류가 있으며, 하나는 로마자 표기에 기초한 표음 부호로 국제음표, 한어병음, 통용병음과 같으며, 흔히 병음이라 부른다. 주음부호는 1918년 11월 23일 북양정부 교육부가 공포한 것으로, 현재는 대만에서 널리쓰이며, "국어주음부호 제1식(國語注音符號第一式)"이라고도 한다.
주음수입법(注音輸入法)의 법칙은 이를 기반으로 하여, 대만의 주음부호와 한어병음의 주음을 이용하여 중국어를 입력하는 효과를 얻을 수 있다. 이 입력법은 사용하기 쉽고, 사용자가 주음과 병음을 알면 중국어를 입력할 수 있다. 비록 높은 중복률의 단점이 있지만, 여전히 일반적인 대만인에게 가장 많이 사용되는 중국어 입력법이다.

### 창힐수입법
창힐수입법(倉頡輸入法)은 1976년에 타이완의 주방푸(朱邦復)가 창제한 중국어 입력법으로, 처음에는 정체중국어판에서만 사용되었고, 원래 이름은 형의검자법(形意檢字法)으로 컴퓨터의 한자 입력 문제를 해결하기 위해 사용하였다. 1978년 장웨이궈 전 국방부장관 장군이 다시 '창힐수입법'으로 명명하였다.
주방푸는 창힐수입법을 공개배포하여, 저작권료를 받지 않았기 때문에, 컴퓨터의 중국어화가 크게 진전되었다. 현재 대부분의 운영체제에는 모두 창힐 입력법이 첨부되어 있으며, 정체중국어 사용 지역에서 가장 상용하는 자형 입력법이다.
홍콩 및 마카오에서는 창힐수입법과 속성수입법(速成輸入法)이 가장 상용화된 중국어 입력법으로, 홍콩의 구직 구인 광고에서 종종 구직자들에게 창힐 및 속성수입법을 익히도록 요구한다. 홍콩이 반환되기 전에 홍콩의 교육 체계에서 한어병음을 가르치지 않았기 때문에, 많은 홍콩 사람들은 한어병음으로 한자를 입력하는 것을 몰랐고, 창힐과 속성으로는 홍콩인이 가장 상용하는 중국어 입력법이 되었다.

### 행렬수입법
발명자는 대만인 랴오밍더(廖明德)이며, 그는 의천중문계통(倚天中文系統)을 발전시킨 의천정보원으로, 행렬수입법(行列輸入法)은 해협 양측의 중국어 컴퓨터 제조업체에 무료로 배포하고, 각 시스템에 첨부하여 사용자가 무료로 사용할 수 있게 하였다.
행렬수입법의 설계는 기타 자형 입력법과 달리, 문자 코드번호를 만드는 것과 같다. 초기에 자전 색인을 위해 사용된 사각호마(四角號碼)와 같이, 행렬수입법도 이와 유사하게 문자 코드에 숫자를 사용한다.
문자 부호화 기능 외에, 행렬수입법이 이 코드번호의 숫자와 키보드를 서로 대응하여, 이러한 대영 관계로, 사용자가 자근를 따로 외우는 수고를 덜게 한다.

### 대이수입법
대이수입법(大易輸入法)은 타이완의 왕짠제(王贊傑)가 발명한 자형 입력법이다.

### 무하이수입법
무하이수입법(嘸蝦米輸入法)의 발명가는 대만의 류중지(劉重次)이며, 낮은 중복 코드 및 광범위한 문자 입력으로 널리 알려져 있는 자형 입력법이다. 무하미는 발음과 함께 영문자모와 자근을 결합한 방식으로, 영문 키보드에도 대응하여 사용할 수 있다.

### 자연수입법
자연수입법(自然輸入法)은 타이완 중앙연구원 정보과학연구소의 특별 연구원 허문렴(許聞廉) 교수가 1990년에 발명한 것이다.

### 한음수입법
한음수입법(漢音輸入法)은 1985년 마쓰시타 전기 기술개발회사 주준혜(周峻慧)가 개발한 것으로, 첫 병음/주음을 겸비한 지능형 입력기이다. 학습이 쉽고 변환율이 높기 때문에, 출시할 때 상당히 충격을 주었다. 그러나 당시 타이완 시장 규모가 크지 않았고, 마쓰시타 일본 본사에서는 점차 개발 투자를 줄였다. 지금은 더 이상 판매 및 유지 보수를 하지 않는다. 지금도 많은 열성 지지자들이 Windows 7, Windows 10에 한음을 사용하는 방법을 계속 찾고 있다.

### 홍콩에서

#### 형필수입법
형필수입법(形筆輸入法)은 한자를 문자부호로 형상화하여(형필 자모(形筆字母)라고 한다.) "문자를 보고 문자를 치기(見字打字)"로 한자를 조합하는 방식이다.

#### 월어병음수입법
월어병음수입법(粵語拼音輸入法)은 월어병음을 이용하여 한자를 입력하는 방식이다. 광둥어는 한어병음처럼 통일되고 널리 사용되는 병음 체계가 없기 때문에, 입력법에는 서로 다른 병음방안에 기초한 시스템이 있다.

#### 속마수입법
속마수입법(快碼輸入法)은 홍콩의 구방과학기술주식회사(九方科技控股有限公司)가 발명한 중국어자형 입력법으로, 한자를 가로 분할이 가능하거나, 가로로 나눌 수 없는 글자로 분류한 후, 다시 한자 입력의 법칙에 따라 한자 부호를 표기한다.

#### 구방수입법
구방수입법(九方輸入法) 역시 홍콩의 구방과학기술주식회사가 발명한 일종의 중국어자형 입력법이다. 그 특징은 키보드 오른쪽의 숫자 키 위치만 사용하면 한자를 입력할 수 있다는 것이다. 이 입력법은 9개의 코드로 파자하는데, 각 글자는 3개의 코드만 입력하면 선택이 가능하여, 간편하고 빠른 입력법으로 여겨진다.

#### 종횡수입법
종횡수입법(縱橫輸入法)은 홍콩인 주충계(周忠繼)가 1993년에 발명한 일종의 중국어자형 입력법이다. 그 특징은 키보드 오른쪽에 있는 0-9숫자 결합 위치만 이용하면 한자를 입력할 수 있다는 것이다.

#### 육마필획수입법
육마필획수입법(六碼筆畫輸入法)은 2007년 홍콩에서 개발된 '필획수입법'의 보강판으로, 윈도우, OS X, 안드로이드, iOS를 지원한다. 육마필획(약칭 G6)은 '완전 코드(全碼)'의 필획 입력 패턴을 지원하는 것 이외에도, 더 많은 '6 코드(六碼)' 입력 모드가 제공되며, 그 기본 개념은 "속성수입법"과 유사하다. G6＝diGit-6은 육마를 의미하며, 이 입력모드는 5가지 기본 필획 유형(가로(一), 세로(丨), 지(丿), 점(丶), 접(フ))의 한자를 사용하기 때문이다. 그 후 "머리 3, 꼬리 3(頭三尾三)" 선택 부호 규칙으로, 최대 6개 코드의 한자 코드나 단어 모음 부호를 배열한다.
육마필획의 주요한 장점은 간단하고 배우기 쉬운데, 한자 획순과 머리3 꼬리3의 부호 규칙만 알면 중국어 한글자, 두글자, 세글자와 단어를 쉽게 입력할 수 있기 때문이다. 육마 키보드는 섬세한 인체 인터페이스 설계를 통해  디지털 키보드에서 가장 유연한 검지, 중지, 약지로 입력할 수 있다. 사용자도 Y 또는 / 키로 6코드 및 전체 코드의 획수를 입력하면, 육마필획의 실용성을 크게 높일 수 있다.

#### 회설 보통화 입력법
회설 보통화 입력법(會說普通話的輸入法)은 홍콩 이상(李祥)이 2004년 개발한 중국어 입력법으로, 표준어를 들으며 동시에 소리를 낼 수 있고, 음조가 있는 중국어 병음을 동시에 나타내는 중국어 입력법이다. 입력법이 나온 후 프로그램상의 혁신은 기능상의 돌파에 이르렀다. 입력법을 병음이 아닌 입력법(창힐, 속성, 영문 등)을 사용하여 구문을 재생할 때도, 부드럽고 조화로운 효과를 볼 수 있다. 이 입력법은 한자를 입력하는 도구이자, 홍콩 사람들은 보통화를 배우는 도구이다. 오픈소스 입력 플랫폼 gcin에서도 유사한 발음기능을 제공한다.

#### 안씨 한자 컴퓨터 편호 한자 입력법
안씨 한자 컴퓨터 편호 한자 입력법(安氏漢字電腦編號漢字輸入法)은 1985년에 홍콩의 안자개(安子介)가 발명한 중국어 입력법이다. 한자를 부수와 그 나머지 부분으로 나누어, 각각의 획을 그어 숫자를 부여하고, 부호화한다. 여섯 자리의 수를 채택하였기 때문에, 중복 숫자가 없다.

### 중국 본토내에서

#### 한어병음수입법
중국 본토의 대다수 한어병음수입법에는 정체자 중국어 입력 기능이 내장되어 있다. 이 입력 방법은 상태표시 줄에서 "간체-번체 전환(简繁切换)"버튼을 클릭하거나, 설정에서 일반 모드로 전환하여 한어병음으로 정체자를 입력할 수 있다. 그러나 많은 한어병음수입법이 이 변환에 오류가 발생한다.

#### 오필자형수입법
현재 다수의 오필자형수입법이 정체자 한자를 입력할 수 있다. 주로 두 가지 방법이 있다.: GBK 또는 유니코드 문자 세트를 지원하는 모드에서는 오필의 자근과 같은 방식으로 한자를 나눌수 있으며, 예를 들어, "swwi"(木+人+人+끝획은 혼합 유형 식별 코드)를 입력하면 "來"가 출력된다.
또 다른 방법은 "번체수입(繁体输入)" 스위치를 열고, 간체 분할로 해당 중국어 정체자를 출력하는 것이다. 예를 들어, 이 모드에서는 go(간체 "来"의 코드)를 입력하여 "來"를 출력할 수 있다.

#### 정마수입법, 표형마수입법
정마수입법, 표형마수입법은 모두 GBK 문자 집합을 지원한다. 두 입력법의 자근 목록에는 정체자 분할에서 파생된 자근이 포함되어 있기 때문에, 간체자와 정체자를 모두 입력할 수 있으며, 간체 입력으로 정체를 출력할 필요가 없다.

## 같이 보기
- 입력기
- 자판 배열
- 오픈바닐라(OpenVanilla)
- SCIM
- gcin

### 중국어 입력기
- 옥명헌(玉明軒) 입력기[깨진 링크]
- 속타 월어병음수입법 보관됨 2011-11-05 - 웨이백 머신
- 开心逍遥笔

### 뉴스
- 중국어 입력기 세계 보관됨 2007-03-15 - 웨이백 머신

### 온라인 중국어 입력 시스템
- 온라인 중국어 입력기 (중국어)
- 근음검자법 보관됨 2010-11-07 - 웨이백 머신 (중국어)
- 월음검자법 보관됨 2011-06-19 - 웨이백 머신 (중국어 (홍콩))
- 육마필획수입법 (중국어 (홍콩))
- InputKing
- Online Chinese IME（简单易用的基于全拼输入法的線上中文输入系统，字词库近6万）(전체 맞춤법 입력 방식에 기반한 온라인 중국어 입력 시스템, 약 6만개 어휘 사용) (중국어)
- 百度输入法 (중국어)
- 在线试用 Google 输入工具(중국어 간체 및 중국어 번체 온라인 입력 지원)
Google 输入工具(구글 크롬 온라인 입력 확장 프로그램)
- Universal Text Input(중국어 온라인 입력 기능 포함)
- 網．蝦米 Hyper Liu , 2008-01-30 보관됨 2013-05-29 - 웨이백 머신
- 網．蝦米 Hyper Liu - 行易有限公司 (중국어)
- 華語web ime (중국어 (홍콩))

### 가이드
- 영문 Windows에서 중국어 입력법?
- 설치가 필요없는 브라우저에 의한 중국어 입력 플랫폼 (중국어)
- 스마트타이핑 2011[깨진 링크]

### 앱스토어에서 제공하는 중국어 입력기
- 구글플레이